# Type (Unix)
W systemie Unix type jest komendą, która opisuje sposób interpretacji swoich argumentów, jeśli będą one użyte jako komendy.

## Funkcjonowanie
O ile to możliwe, type wyświetli ścieżkę nazwy komendy. Możliwymi typami komend są:
- Shell builtin
- funkcja
- alias
- komenda haszowana
- słowo kluczowe

Jeśli nazwy komendy nie zostały znalezione, zwraca ona niezerowy kod rezultatu (ang. exit status.)
Komenda type została dodana do powłoki Bourne w 1984 roku (wraz z SVR2), nie jest jednak częścią standardu POSIX. Przy użyciu powłoki POSIX, podobny rezultat można uzyskać za pomocą:
command -V name
W przypadku powłoki Korn komenda whence zapewnia podobną funkcjonalność.

### Przykłady
```
$ 
type
 
test

test is a shell builtin

$ 
type
 
cp

cp is /bin/cp

$ 
type
 
unknown

-bash: type: unknown: not found

$ 
type
 
type

type is a shell builtin

```